# Parahystricocythere
Parahystricocythere is een geslacht van uitgestorven kreeftachtigen uit de klasse van de Ostracoda (mosselkreeftjes).

## Soorten
- Parahystricocythere ericea Dingle, 2009 †